# بخش رودخانه
بخش رودخانه، یکی از بخش‌های شهرستان رودان در استان هرمزگان ایران است. مرکز این بخش، شهر زیارتعلی است.

## تقسیمات کشوری
- بخش رودخانه
  - دهستان رودخانه‌بر
  - دهستان مسافرآباد
  - دهستان رودخانه

شهر: زیارتعلی

## جمعیت
بر پایه سرشماری عمومی نفوس و مسکن در سال ۱۳۹۵، جمعیت بخش رودخانه برابر با ۲۱٬۶۰۶ نفر بوده‌است.